# Sparvfalk
Sparvfalk (Falco sparverius) är en liten falk som förekommer i Nord- och Sydamerika.

## Utseende
Adulta individer är 23–27 cm långa och väger 85-140 g. Sparvfalken ser ut ungefär som en liten tornfalk men har något kortare och bredare vingar. Den har vitt ansikte med två svarta vertikala linjer, en framför ögat och en vid örat. Sparvfalken har långa smala spetsiga vingar, en blågrå hjässa och en lång brun svans. Ryggen är brun med svarta streck.
Hanen har en brun fläck på hjässan och blågrå vingar. Stjärten har ett svart streck i änden. Honan har bruna vingar med svarta streck och bruna strimmor på bröstet samt att huvudet är blekare i färgen än hannens huvud.

## Utbredning och systematik
Sparvfalkar häckar över stora delar av Nord- och Sydamerika. Merparten är stannfåglar men de norra bestånden i Nordamerika flyttar söderut om vintern. Den är en vanlig art i Nordamerika och mycket sällsynt gäst i Europa, inga efter 1980: tre fynd i Azorerna, två i Storbritannien samt ett vardera i Danmark hösten 1901 och på Malta i oktober 1967.

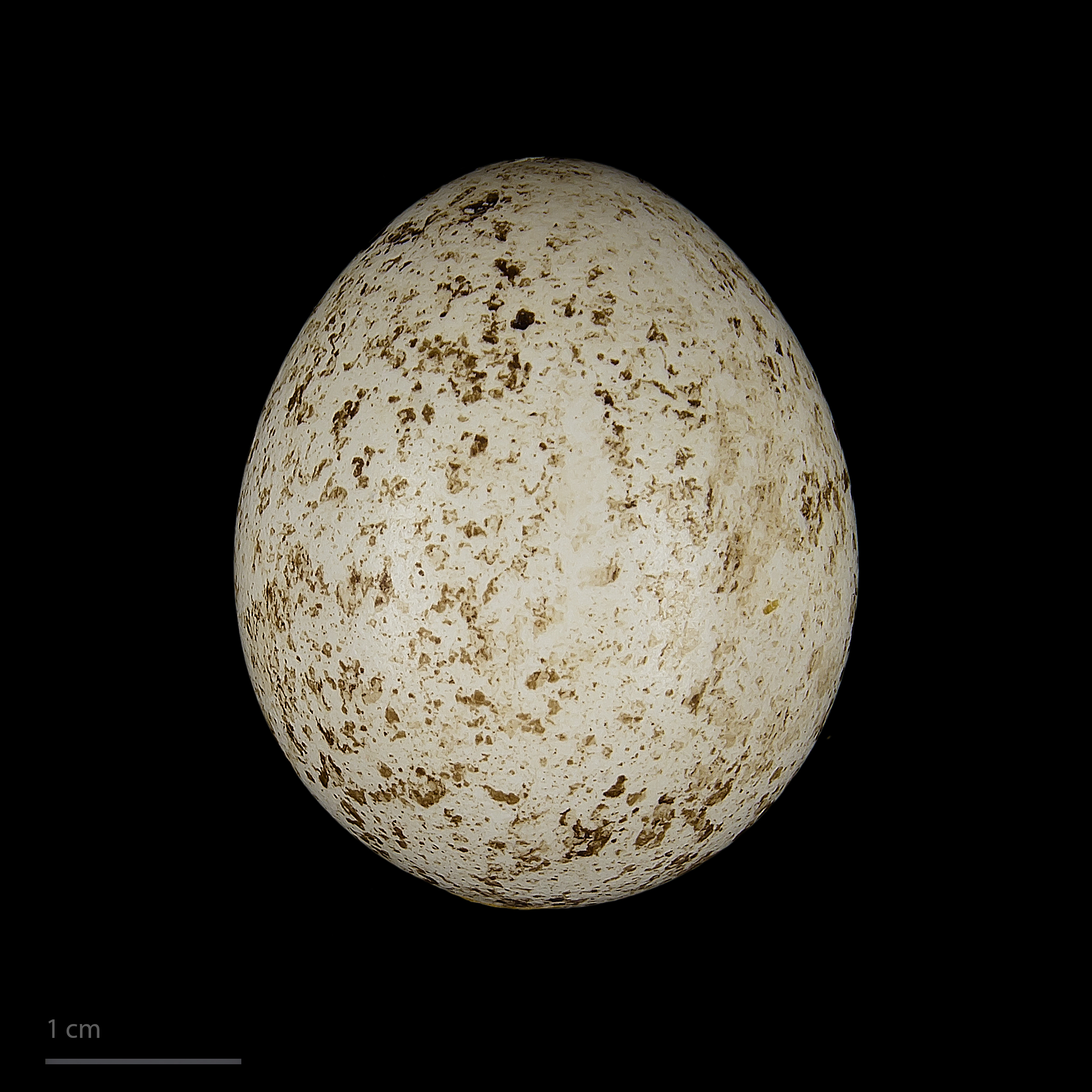
Falco sparverius

Sparvfalken delas in i hela 17 underarter, fördelade i sju underartsgrupper, med följande utbredning:
- sparverius-gruppen
  - Falco sparverius sparverius – Alaska till Newfoundland söderut till västra Mexiko
  - Falco sparverius peninsularis – västra Mexiko (södra Baja California, Sonora och Sinaloa)
  - Falco sparverius tropicalis – södra Mexiko till norra Honduras
  - Falco sparverius nicaraguensis – savann i Honduras och Nicaragua
- Falco sparverius paulus – kustnära södra USA till Florida
- Falco sparverius caribaearum – Västindien från Puerto Rico till Grenada
- Falco sparverius dominicensis – Hispaniola och Jamaica
- Falco sparverius sparverioides – Kuba, Bahamas och Isla de la Juventud
- cinnamominus-gruppen
  - Falco sparverius brevipennis – Aruba, Curaçao och Bonaire
  - Falco sparverius ochraceus – bergstrakter i östra Colombia och nordvästra Venezuela
  - Falco sparverius caucae – bergstraker i västra Colombia
  - Falco sparverius isabellinus – Venezuela till norra Brasilien
  - Falco sparverius aequatorialis – subtropiska norra Ecuador
  - Falco sparverius peruvianus – subtropiska sydvästra Ecuador, Peru och norra Chile
  - Falco sparverius cinnamominus – sydöstra Peru, Chile och Argentina till Tierra del Fuego
  - Falco sparverius cearae – platåberg från nordöstra Brasilien till östra Bolivia
- Falco sparverius fernandensis – Robinson Crusoe-ön i Juan Fernández-öarna utanför Chile

## Ekologi
Dessa fåglar ryttlar antingen över öppna ytor, eller så sitter de på en utsiktsplats i väntan på ett lämpligt byte. De sveper sedan ner för att fånga detta byte, antingen på marken eller i flykten. De äter huvudsakligen stora insekter, små däggdjur, småfåglar och ödlor.
Sparvfalkarna föredrar skogskanter, odlad mark, ängar med enstaka träd, stadsområden, slätter, myrar, öknar med stora kaktusar samt skogsgläntor. De häckar helst i öppna eller halvöppna biotoper. De bygger bo i en hålighet. Hannen matar honan under ruvningen.

## Status och hot
Arten har ett stort utbredningsområde och en stor population med stabil utveckling och tros inte vara utsatt för något substantiellt hot. Utifrån dessa kriterier kategoriserar internationella naturvårdsunionen IUCN arten som livskraftig (LC).